# Babar és Badou kalandjai
A Babar és Badou kalandjai (eredeti cím: Babar and the Adventures of Badou) kanadai–francia televíziós 3D-s számítógépes animációs sorozat, amelyet Mike Fallows alkotott meg. A forgatókönyvet Mike Fallows írta, a zenéjét Jeff Danna szerezte, a producere Jane Sobol volt. 
Kanadában az YTV, a Nickelodeon és a Treehouse TV tűzte műsorra. Franciaországban a TF1 és a Disney Junior sugározta. Magyarországon a Minimax és az M2 mutatta be.

## Ismertető
Babar unokája rendkívül ragaszkodik a kalandokhoz és úgy mint a nagypapája, megbízik a baráti erőben. Különösen szeretné bizonyítani, hogy a felfedezést a világnak minden kicsi szeglete megéri, bármennyire veszélyes is.

## Szereplők
- Babar király – Várkonyi András
- Badou – Baráth István
- Jake – Czető Roland
- Chiku – Molnár Ilona
- Munroe – Kapácsy Miklós
- Zawadi – Holló Orsolya
- Celeste királynő – Bókai Mária
- Cornelius – Várday Zoltán
- Pom – Vári Attila
- Zephir – Moser Károly
- Lord Rataxes – Bolla Róbert
- Lady Rataxes – Némedi Mari
- Miss Strich – Bertalan Ágnes
- Crocodylus – Péter Richárd
- Dilash – Szokol Péter
- Tersh – Renácz Zoltán
- Rhudi – ?
- Gallop – Versényi László (1. hang), Bácskai János (2. hang)
- Dandy Andi – Maday Gábor
- Quincy - Molnár Levente

## Epizódok
1. Majd elkapla-kém! / A nátha
2. Badou balettozik / A titkos udvar
3. Memóriazavar / A fürdetés
4. A mennydörgés / A Szelesztinavárosi Masírozó Zenekar
5. A kirándulás / A márványdzsungel
6. Az egyéniség / Hősopotámusz
7. Lulu látogatása / Csoki és banánleves
8. A Sünminátor / Gomba-galiba
9. A sárkány-párbaj / A léghajóverseny
10. Vadkaland / Titkos Bőrönd Hadművelet
11. Jake és a nagy könyv / Feketeormány varázsköve
12. A kulcs / Foci a tisztásért
13. Majomtábor / Trambulin-buli
14. Bátorság / A főszerepben: Struccné
15. Bob / A gonoszok
16. A virág ereje / A nyerítés
17. A nagy felfordulás / Jampi, a jampec
18. Tollaslabda / Badou a bálon
19. A Szomszéd-Nap / Zűrzavar a szavannán
20. A léghajó-probléma / A királyi portré
21. A kókusz-pókusz / Az ifjú Badou-ana Jones
22. A dinótojás / A kőtolvaj
23. A görkoris kaland / Hajsza a kincs után
24. Jake nagy napja / A királyi őrség
25. A kalózok és az alkonyfű / De simán!
26. A Hold, a Csillag és a Nap / Gax aranybányái